# Sozomenos
Hermias Salamanes Sozomenos, född omkring år 400 nära Gaza, död omkring 450 i Palestina, var en kyrkohistoriker.
Sozomenos växte upp under inflytande av munkar, blev sedermera advokat i Konstantinopel och dog i Palestina efter 443. Sozomenos är bekant genom sitt på grekiska skrivna kyrkohistoriska verk Historia Ecclesiastica i nio böcker, vilket från 324 till 439 fortsätter Eusebios av Caesareas kyrkohistoria och ännu, ehuru i något stympat skick, finns i behåll. Hans arbete är huvudsakligen är en utvidgad upplaga av den samtida författaren Sokrates’ kyrkohistoria. Genom sin strängt ortodoxa uppfattning och sin starka förkärlek för munkväsendet skiljer han sig dock från sin förebild. Den sista delen är utarbetad dels efter Olympiodoros av Thebe, dels efter muntlig tradition.